# Усады (Московская область)
Усады — посёлок сельского типа в городском округе Ступино Московской области.

## Население
| 2002 | 2006  | 2010  |
| ---- | ----- | ----- |
| 1734 | ↗1842 | ↗1866 |

Усады расположены на севере района, на реке Каширка, высота центра посёлка над уровнем моря — 192 м.
На 2016 год в Усадах 2 улицы — Пролетарская и Усадовская и 4 садовых товарищества, впервые в исторических документах селение упоминается в 1646 году, как деревня Усад,впервые в исторических документах селение упоминается в 1646 году, как деревня Усад.
Раскроем переписную книгу Х.в. за 1646 г. и прочтём:
«Волость Хатунская», а в ней государевы дворцовые села и деревни....
25. дер. Усад на р. Каширке — 6 дворов.
Посёлок связан автобусным сообщением с соседними населёнными пунктами. В Усадах действуют средняя общеобразовательная школа, Дом культуры, детский сад «Дубок», магазин.